# Liste von Brunnen in Osnabrück
In dieser Liste von Brunnen in Osnabrück sind sämtliche vorhandenen sowie historischen  Brunnen in der niedersächsischen Stadt Osnabrück aufgeführt. Die Liste erhebt keinen Anspruch auf Vollständigkeit.
| Bezeichnung                                             | Bild | Standort | Künstler                                            | Errichtung Rückbau | Weitere Informationen |
| ------------------------------------------------------- | ---- | --- | --------------------------------------------------- | ------------------ | --- |
| Bürgerbrunnen                                           |      | auf dem Platz des Westfälischen Friedens (Lage)                                                                         | Hans Gerd Ruwe                                      | 1985               | Siehe auch: - Kunst im öffentlichen Raum in Osnabrück#Hans Gerd Ruwe - Osnabrück Stadt mit vielen Brunnen Teil 1. - Stadt Osnabrück - Brunnen in Osnabrück - Osnabrück, Springbrunnen damals und heute            |
| Bierbrunnen                                             |      | stand in der Gastwirtschaft Bier-Brunnen am Göthering 46 von G. Schmeckel (Lage)                                        |                                                     | 1974–1987          | Siehe auch: - Osnabrück Stadt mit vielen Brunnen Teil 2. - Osnabrück, Springbrunnen damals und heute |
| Blätterschalen-Wasserlauf Brunnen                       |      | links vor dem Haupteingang des Zoo am Schölerberg, versteckt von üppiger Vegetation (Lage)                              | Prof. Dipl. Ing. Christoph Parade                   | 1986               | Siehe auch: - Osnabrück Stadt mit vielen Brunnen Teil 1. - Osnabrück, Springbrunnen damals und heute |
| Blätterbrunnen                                          |      | steht vor dem Pförtnerhäuschen der Firma Coppenrath & Wiese (Lage)                                                      |                                                     | ca. 1998           | Siehe auch: - Osnabrück, Springbrunnen damals und heute |
| Quellstein-Brunnen                                      |      | vor der Dominikaner Kirche, die heute den Sitz der Kunsthalle Osnabrück beherbergt (Lage)                               | Hans Tönnies                                        | 1973               | Siehe auch: - Osnabrück Stadt mit vielen Brunnen Teil 1. - Stadt Osnabrück - Brunnen in Osnabrück - Osnabrück, Springbrunnen damals und heute                                                                     |
| Das Mammut-Brunnen                                      |      | vor dem Haus der Innungen am Schölerberg (Lage)                                                                         | Ulla und Martin Kaufmann                            | 1974               | Siehe auch: - Osnabrück Stadt mit vielen Brunnen Teil 1. - Osnabrück, Springbrunnen damals und heute |
| Der Spezialist-Brunnen                                  |      | am Ufer der Hase gegenüber des neuen Hasehauses (Lage)                                                                  | Hans Gerd Ruwe                                      | 1984               | Siehe auch: - Kunst im öffentlichen Raum in Osnabrück#Hans Gerd Ruwe - Osnabrück Stadt mit vielen Brunnen Teil 1. - Osnabrück, Springbrunnen damals und heute                                                     |
| Derbyplatz-Brunnen                                      |      | zwischen dem Restaurant Alte Posthalterei und dem Parkhaus Nikolaiort (Lage)                                            | Tiefbauamt Osnabrück                                | 1978               | Siehe auch: - Osnabrück Stadt mit vielen Brunnen Teil 2. - Stadt Osnabrück - Brunnen in Osnabrück - Osnabrück, Springbrunnen damals und heute                                                                     |
| Die Ruhende-Brunnen                                     |      | stand im sogenannten Garten Gosling, einem privaten Garten des Industriellen Hermann Gosling, der X. (1856–1919) (Lage) | Richard Engelmann                                   | 1909–?             | Siehe auch: - Osnabrück Stadt mit vielen Brunnen Teil 2. - Osnabrück, Springbrunnen damals und heute |
| Die Waschfrau                                           |      | am Vitihof (Nähe Hasestraße) (Lage)                                                                                     | Hans Gerd Ruwe                                      | 1983               | Siehe auch: - Kunst im öffentlichen Raum in Osnabrück#Hans Gerd Ruwe - Osnabrück Stadt mit vielen Brunnen Teil 1. - Stadt Osnabrück - Brunnen in Osnabrück - Osnabrück, Springbrunnen damals und heute            |
| Dorfbrunnen                                             |      | steht vor der Steuerberatungskanzlei Heinrich Bensmann (Lage)                                                           |                                                     | ca. 1740           | Siehe auch: - Osnabrück, Springbrunnen damals und heute |
| Flora-Brunnen                                           |      | vor dem Studiensekretariat der Hochschule Osnabrück in Haste (Lage)                                                     | Georg Hörnschemeyer                                 | 1951               | Siehe auch: - Osnabrück Stadt mit vielen Brunnen Teil 2. - Osnabrück, Springbrunnen damals und heute |
| Alte Fontänenbecken - Schlossgarten                     |      | im Schlossgarten (Lage)                                                                                                 | Professor Werner Lendholt                           | 1964–2020          | Siehe auch: - Osnabrück Stadt mit vielen Brunnen Teil 1. - Osnabrück, Springbrunnen damals und heute |
| Neues Fontänenfeld - Schlossgarten                      |      | im Schlossgarten (Lage)                                                                                                 | Architekturbüro POLA                                | 2021               | Siehe auch: - Osnabrück Stadt mit vielen Brunnen Teil 1. - Stadt Osnabrück - Brunnen in Osnabrück - Osnabrück, Springbrunnen damals und heute                                                                     |
| Fontänenbecken - Gymnasium Wüste                        |      | im nordöstlichen Innenhof des Gymnasiums (Lage)                                                                         |                                                     | 2005               | Siehe auch: - Osnabrück Stadt mit vielen Brunnen Teil 1. - Osnabrück, Springbrunnen damals und heute |
| Fontänenbecken - Ledenhof                               |      | im Innenhof des Ledhofgebäude (Lage)                                                                                    |                                                     | 2005–2024          | Siehe auch: - Osnabrück, Springbrunnen damals und heute |
| Fontänenbecken - Nikolaiort                             |      | stand am Nikolaiort vor dem OAB Haus, bis zum 30.06.2023 war dort der McDonald’s beheimatet (Lage)                      | Hochbauamt Osnabrück                                | 1972–2000          | Siehe auch: - Osnabrück Stadt mit vielen Brunnen Teil 2. - Osnabrück, Springbrunnen damals und heute |
| Fontänenbecken - Rißmüllerplatz                         |      | auf dem Rißmüllerplatz (Lage)                                                                                           | Hochbauamt Osnabrück                                | 1971               | Siehe auch: Kunst im öffentlichen Raum in Osnabrück#Nicolas Dings - Osnabrück Stadt mit vielen Brunnen Teil 1. - Stadt Osnabrück - Brunnen in Osnabrück - Osnabrück, Springbrunnen damals und heute               |
| Fontänenbecken - Theater                                |      | stand rechts vor dem Haupteingang des Theaters (Lage)                                                                   | Hochbauamt Osnabrück                                | 1972–1995          | Siehe auch: - Osnabrück Stadt mit vielen Brunnen Teil 2. - Osnabrück, Springbrunnen damals und heute |
| Fontänenbecken - Hotel Vienna House                     |      | steht vor dem Eingang des Hotel Vienna House (Lage)                                                                     |                                                     | 2007               | Siehe auch: - Osnabrück Stadt mit vielen Brunnen Teil 2. - Osnabrück, Springbrunnen damals und heute |
| Fontänenbrunnen - Hase Friedhof                         |      | steht im Norden des Hase Friedhof (Lage)                                                                                |                                                     | 1951               | Siehe auch: - Osnabrück, Springbrunnen damals und heute |
| Fontänenbrunnen - Haus Maria Frieden                    |      | vor dem Haus Maria Frieden (Lage)                                                                                       |                                                     | 2002               | Siehe auch: - Osnabrück, Springbrunnen damals und heute |
| Fontänenbrunnen - Hotel Drei Kronen                     |      | stand im Biergarten des ehemaligen Hotel Drei Kronen (Lage)                                                             |                                                     | 1885–1902          | Siehe auch: - Osnabrück Stadt mit vielen Brunnen Teil 2. - Osnabrück, Springbrunnen damals und heute |
| Fontänenbrunnen - Innenhof Dominikaner Kirche           |      | stand im Innenhof der Dominikaner Kirche (Lage)                                                                         | Hochbauamt Osnabrück                                | 1973–1998          | Siehe auch: - Osnabrück Stadt mit vielen Brunnen Teil 2. - Osnabrück, Springbrunnen damals und heute |
| Fontänenbrunnen - Mr.Wash                               |      | steht vor der Waschstraße Mr.Wash (Lage)                                                                                |                                                     | 2018               | Siehe auch: - Osnabrück, Springbrunnen damals und heute |
| Fontänenbrunnen - OAB                                   |      | stand im Biergarten der OAB (Osnabrücker Aktion Brauerei) (Lage)                                                        |                                                     | 1890–1987          | Siehe auch: - Osnabrück, Springbrunnen damals und heute |
| Fontänenbrunnen - Schulzentrum Sebastopol               |      | stand im Innenraum des Schulgebäudes (Lage)                                                                             | Prof. Dipl. Ing. Christoph Parade                   | 1979–2001          | Siehe auch: - Osnabrück, Springbrunnen damals und heute |
| Fontänenbrunnen - Wasserwerk Düstrup                    |      | steht vor dem Wasserwerk in Düstrup (Lage)                                                                              |                                                     | 1965               | Siehe auch: - Osnabrück, Springbrunnen damals und heute |
| Fontänenbrunnen - Alter Haupteingang Zoo am Schölerberg |      | stand am ehemaligen Haupteingang des Zoo am Schölerberg (Lage)                                                          |                                                     | 1948–1962          | Siehe auch: - Osnabrück, Springbrunnen damals und heute |
| Fontänenbrunnen - Altes Bärengehege Zoo am Schölerberg  |      | stand am ehemaligen Bärengehege des Zoo am Schölerberg (Lage)                                                           |                                                     | 1980–2011          | |
| Fontänenfeld - Platz der Städtefreundschaft             |      | auf dem Platz der Städtefreundschaft (Lage)                                                                             | Architekturbüro Brandenfels Landscape + Environment | 2023               | Siehe auch: - Osnabrück Stadt mit vielen Brunnen Teil 1. - Stadt Osnabrück - Brunnen in Osnabrück - Osnabrück, Springbrunnen damals und heute                                                                     |
| Fountain of Wishes                                      |      | in der Innenstadt im Fluss Hase an der nach der Osnabrücker Partnerstadt benannten Çanakkale-Brücke (Lage)              | Fernando Sánchez Castillo                           | 2009               | Siehe auch: - Kunst im öffentlichen Raum in Osnabrück#Fernando Sánchez Castillo - Osnabrück Stadt mit vielen Brunnen Teil 1. - Stadt Osnabrück - Brunnen in Osnabrück - Osnabrück, Springbrunnen damals und heute |
| Glassäulen-Brunnen - Neumarkttunnel                     |      | stand am Süd-Östlichen Aufgang des Neumarkttunnel (Lage)                                                                |                                                     | 1977–2005          | Siehe auch: - Osnabrück Stadt mit vielen Brunnen Teil 2. - Osnabrück, Springbrunnen damals und heute |
| Glassäulen-Brunnen - Stadthalle                         |      | stand in der Passage auf der Ostseite der Stadthalle unterhalb des damaligen Schlossgarten-Café (Lage)                  |                                                     | 1979–1998          | Siehe auch: - Osnabrück Stadt mit vielen Brunnen Teil 2. - Osnabrück, Springbrunnen damals und heute |
| Gradier-Brunnen                                         |      | steht hinter dem Café-Restaurant am Rubbenbruchsee (Lage)                                                               |                                                     | 2013               | |
| Haarmannsbrunnen                                        |      | im Stadtzentrum, am südlichen Ende des Herrenteichswalls (Lage)                                                         | Adolf Graef                                         | 1909               | Siehe auch: - Kunst im öffentlichen Raum in Osnabrück#Adolf Graef - Osnabrück Stadt mit vielen Brunnen Teil 1. - Stadt Osnabrück - Brunnen in Osnabrück - Osnabrück, Springbrunnen damals und heute               |
| Haseufer-Fontänen                                       |      | vor dem Ballhaus des Alando-Palais (Lage)                                                                               |                                                     | 2015               | Siehe auch: - Osnabrück, Springbrunnen damals und heute |
| Identifikationsplatik                                   |      | östlich der Osnabrück Halle und westlich des Schlosses am Neuen Graben (Lage)                                           | Heinz Mack                                          | 1979               | Siehe auch: - Osnabrück Stadt mit vielen Brunnen Teil 2. - Osnabrück, Springbrunnen damals und heute |
| Kanzlerwall-Brunnen                                     |      | befand sich Westlich vor dem Hegertor (Waterloo-Tor) am Rande einer kleinen Parkanlage (Lage)                           |                                                     | 1894–1945          | Siehe auch: - Osnabrück Stadt mit vielen Brunnen Teil 2. - Osnabrück, Springbrunnen damals und heute |
| Kaskadenbrunnen - Zoo am Schölerberg                    |      | erstreckt sich teilweise im Löwengehege und dem Affengehege am Haupteingang des Zoo am Schölerberg (Lage)               | Prof. Dipl. Ing. Christoph Parade                   | 1986               | Siehe auch: - Osnabrück Stadt mit vielen Brunnen Teil 1. - Osnabrück, Springbrunnen damals und heute |
| Katzenbrunnen                                           |      | Innenstadt, Große Straße/Neumarkt (Lage)                                                                                | Hans Gerd Ruwe                                      | 1974               | Siehe auch: - Kunst im öffentlichen Raum in Osnabrück#Hans Gerd Ruwe - Osnabrück Stadt mit vielen Brunnen Teil 1. - Osnabrück, Springbrunnen damals und heute                                                     |
| Marktbrunnen                                            |      | am Osnabrücker Markt vor dem Geburtshaus von Justus Möser (Markt 26) (Lage)                                             | Raimund Beckmann                                    | 1986               | Siehe auch: - Kunst im öffentlichen Raum in Osnabrück#Raimund Beckmann - Osnabrück Stadt mit vielen Brunnen Teil 1. - Stadt Osnabrück - Brunnen in Osnabrück - Osnabrück, Springbrunnen damals und heute          |
| Mühlensteine-Brunnen                                    |      | Westlich im Schlossgarten, hinter der Gaststätte Unikeller (Lage)                                                       |                                                     | ca. 1982–2000      | |
| Muschelbrunnen                                          |      | am Treppenaufgang zum Nikolaizentrum (Lage)                                                                             | Hans Tönnies                                        | 1975               | Siehe auch: - Osnabrück Stadt mit vielen Brunnen Teil 2. - Osnabrück, Springbrunnen damals und heute |
| Orgelbrunnen                                            |      | Kreuzung nahe dem Gasthaus Wente in Voxtrup (Lage)                                                                      | Hans Tönnies                                        | 1974               | Siehe auch: - Osnabrück Stadt mit vielen Brunnen Teil 2. - Osnabrück, Springbrunnen damals und heute |
| Ossenbrüggen-Brunnen                                    |      | am Adolf-Reichwein-Platz (Lage)                                                                                         | Rolf Overberg                                       | 1983               | Siehe auch: - Kunst im öffentlichen Raum in Osnabrück#Rolf Overberg - Osnabrück Stadt mit vielen Brunnen Teil 1. - Stadt Osnabrück - Brunnen in Osnabrück - Osnabrück, Springbrunnen damals und heute             |
| Quellkugeln-Brunnen - BKK firmus                        |      | vor dem Gebäude der BKK firmus (Lage)                                                                                   |                                                     | ca. 2002           | Siehe auch: - Osnabrück, Springbrunnen damals und heute |
| Quellkugelnbrunnen - Klinikum Finkenhügel               |      | vor dem Haupteingang des Klinikum am Finkenhügel (Lage)                                                                 | Monika Herbst                                       | 1999–2019          | Siehe auch: - Osnabrück, Springbrunnen damals und heute |
| Quellkugelnbrunnen - DBU                                |      | im Garten der DBU Osnabrück (Lage)                                                                                      | Monika Herbst                                       | 1997–2018          | Siehe auch: - Osnabrück, Springbrunnen damals und heute |
| Ratsbrunnen                                             |      | vor dem Rathaus (Lage)                                                                                                  |                                                     | ca. 1450–?         | Siehe auch: - Osnabrück, Springbrunnen damals und heute |
| Schäferbrunnen                                          |      | am Rosenplatz (Lage) | Lukas Memken / Georg Hörnschemeyer                  | 1904 / 1950        | Siehe auch: - Kunst im öffentlichen Raum in Osnabrück#Georg Hörnschemeyer - Osnabrück Stadt mit vielen Brunnen Teil 1. - Stadt Osnabrück - Brunnen in Osnabrück - Osnabrück, Springbrunnen damals und heute       |
| Schäfer an der Tränke-Brunnen                           |      | neben der Klosterkirche des Klosters Gertrudenberg (Lage)                                                               | Hans Gerd Ruwe                                      | 1981               | Siehe auch: - Kunst im öffentlichen Raum in Osnabrück#Hans Gerd Ruwe - Osnabrück Stadt mit vielen Brunnen Teil 1. - Osnabrück, Springbrunnen damals und heute                                                     |
| Spiralbrunnen                                           |      | Kamp/Redlingerstraße (Lage)                                                                                             | Raimund Beckmann                                    | 1986               | Siehe auch: - Kunst im öffentlichen Raum in Osnabrück#Raimund Beckmann - Osnabrück Stadt mit vielen Brunnen Teil 1. - Osnabrück, Springbrunnen damals und heute                                                   |
| Ständebrunnen                                           |      | auf der Freifläche neben der ehemaligen Stiftskirche St. Johann in der Neustadt (Lage)                                  | Bonifatius Stirnberg                                | 1981               | Siehe auch: - Kunst im öffentlichen Raum in Osnabrück#Bonifatius Stirnberg - Osnabrück Stadt mit vielen Brunnen Teil 1. - Stadt Osnabrück - Brunnen in Osnabrück - Osnabrück, Springbrunnen damals und heute      |
| Steckenpferdreiter-Brunnen                              |      | auf der Ostseite der Katharinenkirche (Lage)                                                                            | Hans Gerd Ruwe                                      | 1979               | Siehe auch: - Kunst im öffentlichen Raum in Osnabrück#Hans Gerd Ruwe - Osnabrück Stadt mit vielen Brunnen Teil 1. - Stadt Osnabrück - Brunnen in Osnabrück - Osnabrück, Springbrunnen damals und heute            |
| Stufenbrunnen                                           |      | vor dem Haupteingang der Firma Piepenbrock (Lage)                                                                       |                                                     | 1971               | Siehe auch: - Osnabrück, Springbrunnen damals und heute |
| Tränenbrunnen                                           |      | Große Straße/Georgstraße (Lage)                                                                                         | Walter Mellmann                                     | 1973               | Siehe auch: - Kunst im öffentlichen Raum in Osnabrück#Walter Mellmann - Osnabrück Stadt mit vielen Brunnen Teil 1. - Stadt Osnabrück - Brunnen in Osnabrück - Osnabrück, Springbrunnen damals und heute           |
| Fontänenbrunnen - Villa-Schlikker                       |      | im Garten der Villa-Schlikker (Lage)                                                                                    |                                                     | ca. 1942           | Siehe auch: - Osnabrück, Springbrunnen damals und heute |
| Vita Dominae-Wasserspiel                                |      | im Garten hinter der Gertrudenkirche (Lage)                                                                             | Elisabeth Lumme                                     | 2000               | Siehe auch: - Osnabrück Stadt mit vielen Brunnen Teil 1. - Osnabrück, Springbrunnen damals und heute |
| Wasserfall - Neumarkt Apotheke                          |      | an der Hasebrücke zur Neumarkt Apotheke (Lage)                                                                          |                                                     | ca. 2006           | Siehe auch: - Osnabrück, Springbrunnen damals und heute |
| Wasserschalen-Brunnen - Gymnasium Wüste                 |      | im Gebäude des Gymnasiums Wüste (Lage)                                                                                  | Volker-Johannes Trieb                               | ca. 2005           | Siehe auch: - Osnabrück, Springbrunnen damals und heute |
| Wasserspiele - Ledenhof                                 |      | auf dem Ledenhofplatz über der Tiefgarage (Lage)                                                                        | Professor Helge Bofinger                            | 1978–2024          | Siehe auch: - Osnabrück Stadt mit vielen Brunnen Teil 2. - Osnabrück, Springbrunnen damals und heute |
| Wassertisch-Brunnen                                     |      | auf dem Bahnhofsvorplatz vor dem Advena-Hotel Hohenzollern (Lage)                                                       | Professor Helge Bofinger                            | 2000–2014          | Siehe auch: - Osnabrück Stadt mit vielen Brunnen Teil 2. - Osnabrück, Springbrunnen damals und heute |
| Wolkenbrunnen                                           |      | Buersche Straße/Ecke Sandbachstraße (Lage)                                                                              | Stefan Schwerdtfeger                                | 1980               | Siehe auch: - Kunst im öffentlichen Raum in Osnabrück#Stefan Schwerdtfeger - Osnabrück Stadt mit vielen Brunnen Teil 2. - Osnabrück, Springbrunnen damals und heute                                               |